# Melissa Ferrick
Melissa Ferrick (Ipswich, Massachusetts, 1970. szeptember 20. –) amerikai énekesnő.

## Pályafutása
A Massachusetts állambeli Ipswich-ben nőtt fel. Apja tanár volt, aki több free jazz zenekart is menedzselt. Gyerekkorában gyakran járt apjával bostoni klubokba, hogy nézhesse az ott fellépő együtteseket.
Karrierje kezdetén manhattani kávéházakban zenélt. Első nagylemeze 1993-ban jelent meg.
1996-ban saját szavaival élve "kifújt". Miután kijózanodott, visszatért a zenéhez, és szerződést kötött a What Are Records? kiadóval és három nagylemezt jelentetett meg náluk. Ebből a harmadikat, a Freedom-ot Janet Jackson The Velvet Rope című albuma ihlette. 1998-as albumát a "Gay & Lesbian American Music Awards" díjátadón "Az év albumának" jelölték.
2000-ben megalapította saját kiadóját, Right On Records néven.
2006-os nagylemezét a weboldalán elérhető dalok letöltéséből befolyt pénzből finanszírozta. Tizennegyedik lemeze 2008. szeptember 24-én jelent meg. 2010 tavaszán kiadott egy feldolgozásokat tartalmazó albumot.
Évente több, mint 150 koncertet tart. "Drive" című dala "leszbikus himnuszként" lett ismert.
Zenei hatásaiként Bruce Springsteen-t, a The Pretenders-t, Rickie Lee Jones-t, Paul Simont, az Earth, Wind & Fire-t, Tori Amost, a Radiohead-et, Dave Matthews-t és Joan Armatradinget tette meg.
Queerként azonosítja magát.

## Diszkográfia
- 1993 – Massive Blur
- 1995 – Willing to Wait
- 1996 – Made of Honor
- 1997 – Melissa Ferrick +1 (koncert album)
- 1998 – Everything I Need
- 2000 – Freedom
- 2001 – Skinnier, Faster, Live at the B.P.C. (koncert album)
- 2001 – Valentine Heartache
- 2002 – Listen Hard
- 2003 – 70 People at 7000 Feet (koncert album)
- 2004 – The Other Side
- 2006 – In the Eyes of Strangers
- 2006 – Decade (klip)
- 2007 – Live at Union Hall (koncert album)
- 2008 – Goodbye Youth
- 2010 – Enough About Me (feldolgozásokat tartalmazó album)
- 2011 – Still Right Here
- 2013 – The Truth Is
- 2015 – Melissa Ferrick

## További információ
- Hivatalos oldal
- Melissa Ferrick a Facebookon